# Placebo
Placebo — британський альтернативний рок-гурт, заснований у Лондоні в 1994 році вокалістом-гітаристом Браяном Молко та бас-гітаристом Стефаном Олсдалом. Барабанщик Роберт Шульцберг приєднався до гурту наприкінці 1994 року, але пішов у 1996 році незабаром після виходу однойменного дебютного альбому через конфлікти з Молко, і того ж року був замінений Стівом Г'юїттом. Молко народився у Бельгії, а Олсдал і Шульцберг — у Швеції; Молко і Олсдал виросли у Люксембурзі, а потім окремо переїхали до Лондона, і обидва є громадянами Великобританії.
Після випуску демо, спліт-синглу та однойменного дебютного альбому Placebo здобули популярність у 1997 році після того, як сингл «Nancy Boy» став популярним у Великій Британії; пісня, сумнозвісна на той час своїм гендерно-збоченим змістом. Гурт виділявся серед бритпоп-сцени, з якою асоціювався на той час, своїм андрогінним зовнішнім виглядом і музичним наповненням, а також характерним високим регістром голоса Молко і текстами, в яких відкрито обговорювалися питання сексуальності, психічного здоров'я та вживання наркотиків.
Г'юїтт покинув Placebo у 2007 році через особисті та музичні розбіжності. Наступного року його замінив Стів Форрест. Placebo випустили два альбоми з Форрестом, який пішов у 2015 році, щоб продовжити власну музичну кар'єру. З 2015 року Placebo офіційно є дуетом, хоча й доповненим додатковими музикантами.
Протягом багатьох років Placebo співпрацювали з різними артистами, включаючи Девіда Бові, Джастіна Ворфілда, Майкла Стайпа та Елісон Моссхарт. На сьогоднішній день Placebo випустили вісім студійних альбомів, кожен з яких увійшов до Топ-20 у Великій Британії, і продали близько 14 мільйонів записів по всьому світу.

## Історія
23 січня 1995 року в Covent Garden's Rock Garden відбувся перший концерт музикантів.
30 жовтня 1995 року на лейблі Fierce Panda вийшов перший сингл Placebo «Bruise Pristine»
Дебютний альбом Placebo (під назвою «Placebo») було записано у Дубліні під керівництвом американського продюсера Бреда Вуда (Brad Wood) та побачив світ 17 червня 1996 року. У тому ж році вийшли сингли «Teenage angst» та «36 Degrees».
12 жовтня 1998 року Placebo випускають свій другий альбом «Without You I'm Nothing». З альбому вийшло чотири сингли. Пісня «Every You, Every Me» потрапила до саундтреку фільму «Жорстокі ігри» («Cruel Intentions»), a пісня «Burgeer Queen» була перезаписана французькою мовою та вийшла синглом у Франції.
9 жовтня 2000 року група випускає свій третій альбом «Black Market Music».
24 березня 2003 року виходить четвертий альбом групи «Sleeping With Ghosts». Незважаючи на очевидну високу якість нової роботи, численні фанати сприйняли її негативно тому, що «Sleeping With Ghosts» мало нагадував перші альбоми гурту. На додачу до альбому група випустила його дводискове перевидання (другий диск — ремікси) та DVD виступу у Парижі. Наприкінці 2004 року вийшло видання синглів під назвою «Once More With Feeling» на CD та DVD.
П'ятий альбом «Meds» побачив світ 13 березня 2006 року. Дві пісні з альбому були виконані дуетом з відомими виконавцями: «Meds» з Елісон Моссхарт з The Kills та «Broken Promise» з Майклом Стайпом з REM.
У жовтні 2006 році після цифрової обробки було перевидано дебютний альбом групи «Placebo». Колекційне видання включало також відеокліпи, концертні записи та вирізки з телевізійних шоу за участю групи.
1 жовтня 2007 Стів Хьюїтт покинув гурт. Влітку 2008 року Placebo знайшли нового барабанщика — Стіва Форреста.
Новий альбом під назвою Battle for the Sun вийшов 8 червня 2009 року.
5 листопада 2009 року колектив отримав премію EMA 2009 в номінації «Найкраща альтернативна група».
7 червня 2010 було офіційно підтверджено проведення концерту у Москві. А вже 11 червня на офіційному сайті гурту з'явилося підтвердження концерту у Києві. Він відбувся 18 вересня у Міжнародному виставковому центрі. Після концерту Стів, Фіона, Нік та Білл відвідали афтерпаті в одному з київських клубів.
У лютому 2015 року колектив покинув барабанщик Стів Форрест. Згідно із заявою на офіційному сайті, музикант залишив гурт у зв'язку з бажанням реалізувати персональні музичні амбіції. Під час шоу місце за барабанами зайняв учасник гурту «Colour of Fire» — Метт Ланн.

## Склад
- Брайан Молко (англ. Brian Molko) — вокал, гітара, клавішні, гармоніка, саксофон, бас-гітара, перкусія
- Стефан Олсдал (англ. Stefan Olsdal) — гітара, бас, клавішні, бек-вокал

### Колишні учасники
- Стів Форрест (англ. Steve Forrest; 2008–2015) — ударні
- Стів Гюїт (англ. Steve Hewitt; 1996–2007) — ударні
- Роберт Шульцберґ (англ. Robert Schultzberg; 1994–1996) — ударні

## Концерти в Україні
- 3 червня 2007 в Києві в рамках фестивалю TuborgGreenFest.[5]
- 18 вересня 2010 в Києві в МВЦ.[6]
- 20 вересня 2012 Київ, Палац спорту
- 8 липня 2018 в Києві в рамках фестивалю AtlasWeekend

## Дискографія

### Альбоми

#### Студійні альбоми
- Placebo (1996)
- Without You I'm Nothing (1998)
- Black Market Music (2000)
- Sleeping With Ghosts (2003)
- Meds (2006)
- Battle for the Sun (2009)
- Loud Like Love (2013)
- Never Let Me Go (2022)

#### Компіляції
- Covers (2003)
- Once More with Feeling: Singles 1996—2004 (2004)
- B-Sides: 1996—2006 (2011)
- Placebo — B-Sides (2015)
- Without You I'm Nothing — B-Sides (2015)
- Black Market Music — B-Sides (2015)
- Sleeping with Ghosts — B-Sides (2016)
- Meds — B-Sides (2016)
- A Place for Us to Dream (2016)

#### Концертні альбоми
- iTunes Live: London Festival '09 (2009)
- MTV Unplugged (2015)
- Collapse Into Never - Live in Europe 2023 (2023)